# Deltocephalus pauxillus
Deltocephalus pauxillus är en insektsart som beskrevs av Franz Xaver Fieber 1869. Deltocephalus pauxillus ingår i släktet Deltocephalus och familjen dvärgstritar. Inga underarter finns listade i Catalogue of Life.